# 福原実 (工学者)
福原 実（ふくはら みのる）は日本の工学者。岡山理科大学工学部バイオ・応用化学科教授。専門は無機材料・物性。東京工業大学博士（理工学研究科 無機材料工学）。2020年3月、岡山理科大学退官。

## 受賞学術賞
- 第8回ロレアル色の科学と芸術賞－金賞 （2005年）[1]
- 粉体粉末冶金協会「第30回研究進歩賞」（2006年）

## 主な著書
- Rheological Property of Tetracalcium Alumino-ferrite Paste. Xith INTERNATIONAL CONGRESS ON RHEOLOGY. (1992)
- 日本化学会編 編『無機化合物』丸善〈実験化学講座 16〉、1993年1月。ISBN 9784621045510。
- 日本セラミックス協会編 編『これだけは知っておきたいファインセラミックスのすべて』（第2版）日刊工業新聞社、2005年3月。ISBN 9784526054426。
- 土井章、草野圭弘、山口一裕、福原実 著、小林宏行編集 編『「やきもの」の話 備前焼のたのしみ』山本雄一監修、加計学園教育振興会広報室、2007年1月。ISBN 9784990342814。

## 特許
- 河川等の淡水系水域沈設用石材及びその製造方法[2]
- 海中沈設用石材及びその製造方法[2]
- 藻場の造成または改良方法[2]